# 大町東 (堺市)
大町東（おおちょうひがし）は、大阪府堺市堺区にある地名。2024年現在の行政地名は大町東一丁から大町東四丁。住居表示は実施済。

## 地理
堺区の中央部に位置する。南は宿院町東、北西は大町西、南東は翁橋町に接する。北西から順に一丁から四丁がある。

## 歴史

### 沿革
- 1872年（明治5年）、南上之町・宿院北半町・鍛冶屋町・大町寺町・大町農人町および川端町の一部より大町東成立。堺町のうち。
- 1879年（明治12年）、郡区町村編制法施行により、堺区の所属となる。
- 1889年（明治22年）、市制施行により、堺市の所属となる。
- 1929年（昭和4年）-1930年（昭和5年）、一部が中翁町となる。
- 1959年（昭和34年）、甲斐町東1 - 4丁・大町の一部を編入[6]。
- 2006年（平成18年）、堺市が政令指定都市に移行し、行政区を設置。大町東は堺区の所属となる。

## 世帯数と人口
2024年（令和6年）8月31日現在の世帯数と人口は以下の通りである。
| 丁         | 世帯数  | 人口  |
| ---------- | ------- | ----- |
| 大町東一丁 | 99世帯  | 129人 |
| 大町東二丁 | 48世帯  | 81人  |
| 大町東三丁 | 91世帯  | 141人 |
| 大町東四丁 | 267世帯 | 297人 |
| 計         | 505世帯 | 648人 |

### 人口の変遷
国勢調査による人口の推移。
| 1995年（平成7年）  | 406人 | [ 7 ]  |  |
| 2000年（平成12年） | 406人 | [ 8 ]  |  |
| 2005年（平成17年） | 442人 | [ 9 ]  |  |
| 2010年（平成22年） | 545人 | [ 10 ] |  |
| 2015年（平成27年） | 615人 | [ 11 ] |  |
| 2020年（令和2年）  | 733人 | [ 12 ] |  |

### 世帯数の変遷
国勢調査による世帯数の推移。
| 1995年（平成7年）  | 193世帯 | [ 7 ]  |  |
| 2000年（平成12年） | 178世帯 | [ 8 ]  |  |
| 2005年（平成17年） | 224世帯 | [ 9 ]  |  |
| 2010年（平成22年） | 351世帯 | [ 10 ] |  |
| 2015年（平成27年） | 395世帯 | [ 11 ] |  |
| 2020年（令和2年）  | 543世帯 | [ 12 ] |  |

## 学区
市立小・中学校に通う場合、学区は以下の通りとなる。
| 丁         | 番   | 小学校           | 中学校             |
| ---------- | ---- | ---------------- | ------------------ |
| 大町東一丁 | 全域 | 堺市立熊野小学校 | 堺市立殿馬場中学校 |
| 大町東二丁 | 全域 | 堺市立熊野小学校 | 堺市立殿馬場中学校 |
| 大町東三丁 | 全域 | 堺市立熊野小学校 | 堺市立殿馬場中学校 |
| 大町東四丁 | 全域 | 堺市立熊野小学校 | 堺市立殿馬場中学校 |

## 事業所
2021年（令和3年）現在の経済センサス調査による事業所数と従業員数は以下の通りである。
| 丁         | 事業所数 | 従業員数 |
| ---------- | -------- | -------- |
| 大町東一丁 | 16事業所 | 189人    |
| 大町東二丁 | 19事業所 | 89人     |
| 大町東三丁 | 9事業所  | 191人    |
| 大町東四丁 | 7事業所  | 29人     |
| 計         | 51事業所 | 498人    |

## 交通

### 鉄道
- 阪堺電気軌道阪堺線 - 宿院停留場

### バス
2024年1月現在
- 南海バス[15]
23・33・35・35V・36・36V・131・132・132C系統：大寺南門山之口前

### 道路
- 大道筋（堺市道大道筋）
- フェニックス通り（国道26号・大阪府道2号大阪中央環状線）

## 施設
- 大阪信用金庫宿院支店
- 堺山之口商店街
- ホテルアストンプラザ大阪堺
- 祥雲寺
- 土居川公園

## 郵便
- 郵便番号：590-0954[3]（集配局：堺郵便局[16]）。

## ギャラリー

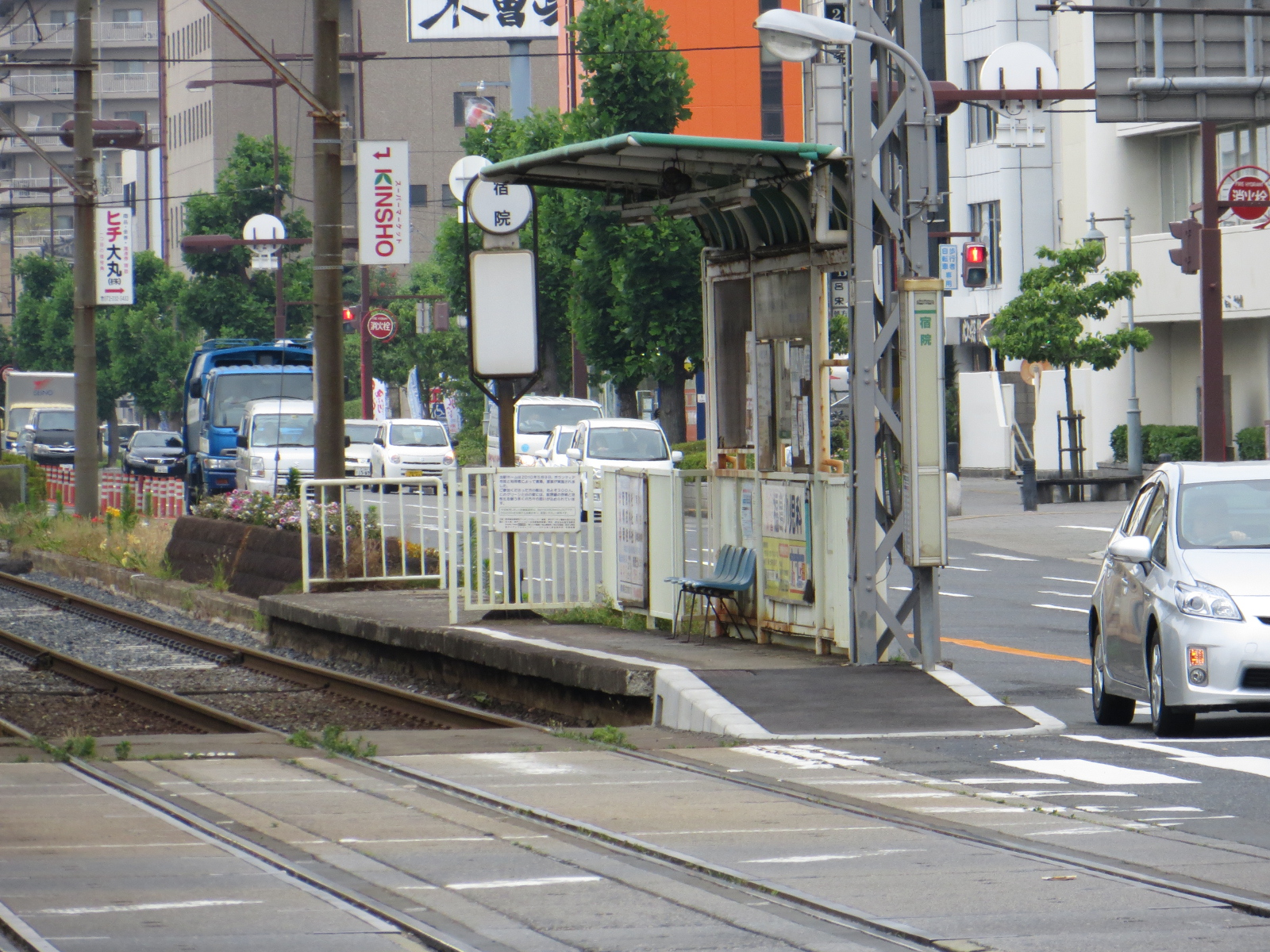
阪堺電気軌道阪堺線 宿院停留場